# Jones Escarpment
Das Jones Escarpment ist eine kurvige, nach Osten ausgerichtete und 16 km lange Geländestufe im ostantarktischen Mac-Robertson-Land. In den Prince Charles Mountains befindet sie sich 20 km nordnordwestlich des Mount Starlight.
Luftaufnahmen und Vermessungen der Australian National Antarctic Research Expeditions zwischen 1955 und 1965 dienten ihrer Kartierung. Das Antarctic Names Committee of Australia benannte sie nach W. Keith Jones, Geophysiker auf der Wilkes-Station im Jahr 1960.